# Pulindaca
Pulindaca ou Pulindaka foi o sexto imperador do Império Sunga, dinastia que se estendeu num período de tempo entre o ano de 185 a.C. e o ano 73 a.C. Governou entre o ano 122 a.C. e o ano 119 a.C. Foi antecedido no trono por Andraka e sucedido por Gosa.